# Judita Laššáková
Judita Laššáková (nascida a 4 de Dezembro de 1977) é uma política eslovaca do partido Smer – SD que foi eleita membro do Parlamento Europeu em 2024. Anteriormente trabalhou como assistente dos eurodeputados Miroslav Radačovský e Lívia Járóka.
Laššáková nasceu a 4 de Dezembro de 1977 em Bratislava e cresceu em Nové Zámky. Estudou direito na Universidade Pan-Europeia. Tornou-se popular nas redes sociais durante a pandemia de COVID-19, quando foi um dos rostos dos protestos contra os bloqueios e a vacinação.